# Посольский маяк
Посольский маяк — первый, ныне не существующий, маяк на озере Байкал, построенный в 1761 году на Южном (Посольском) берегу. В 1761 году высота маяка составляла 6-8,5 м, в 1781 году после реконструкции — 15 м.

## Маяк
В 1759 году сибирский губернатор Ф. И. Соймонов издал предписание о постройке первого маяка на озере Байкал. В 1761 году, на деньги от сборов, на Южном (Посольском) берегу, к западу от Посольского монастыря в заливе Прорва был построен деревянный бревенчатый маяк. Маяк имел вид конуса, высотой 3-4 сажени (6-8,5 м). На верху был мостик, сверху которого на земляной отсыпке, жгли дровяной костер. Расходы на содержание покрывались за счет сборов.
В 1774 году деревянный маяк сгнил и пришёл в негодность. Вскоре неподалёку разбились четыре купеческих судна с товарами. Новый казенный маяк построили в 1781 году. Он был выше предшественника — около 15 метров, и в ясную погоду был виден за 15 вёрст. Для наблюдения за маяком назначались два казака. Освещение производилось фонарем, в котором жгли сало. 12 октября 1785 (по другим данным в 1798 году) «слюду вышибло из фонаря», и маяк сгорел.
Маяк восстановили в 1815 году; в 1830 году маяку уже потребовался ремонт. Иркутское начальство для этого не выделило никаких сумм, но иркутские судохозяева собрали деньги и в 1832 году на них его отремонтировали. В 1836 году казенное судоходство было упразднено, и маяк более не ремонтировался.